# Olej krotonowy
Olej krotonowy, inaczej olej biegulcowy, krotniowy, krocieniowy lub tyglowy – olej otrzymywany poprzez tłoczenie na zimno nasion krotonu przeczyszczającego (Croton tiglium), uprawianego w południowej Azji (Indie, Cejlon, Chiny) i w Afryce (Zanzibar). W farmacji używa się nazw oleum crotonis i oleum tiglii.
Olej krotonowy składa się w ok. 90% z kwasów tłuszczowych, w tym do 55% kwas oleinowy, do 30% kwas linolowy, do 11% kwas mirystynowy, ok. 4% kwas krotonowy i w mniejszych ilościach kwas tyglowy, kwas palmitynowy, kwas laurynowy, kwas walerianowy, kwas masłowy.

## Właściwości
| Parametr               | Wartość           |
| ---------------------- | ----------------- |
| numer CAS              | 8001-28-3         |
| numer RTECS            | GQ6300000         |
| gęstość                | 0,94 g/ml (25 °C) |
| liczba jodowa          | 90–115            |
| liczba estrowa         | 203–215           |
| współczynnik załamania | 1,476–1,477       |

Olej krotonowy jest wrażliwy na tlen i światło, dlatego musi być przechowywany w ciemnym i chłodnym miejscu, szczelnie zamknięty. Świeżo wytłoczony olej jest żółty, w miarę starzenia się – brązowieje. Początkowo smakuje jak olej, ale po pewnym czasie staje się ostry, palący i rozgrzewający. Wcierany w skórę wywołuje zaczerwienienie, pokrzywkę, pęcherze, a nawet ropnie, co dawniej było wykorzystywane w terapii bodźcowej. Stosowali go również żołnierze do wywoływania objawów chorobowych na błonach śluzowych i skórze, aby uzyskać wolne dni, a nawet odroczenie służby wojskowej.

## Zagrożenia
Olej krotonowy to jeden z najsilniejszych znanych środków przeczyszczających. Już kilka kropel zażytych doustnie może wywołać śmierć poprzez ostre zapalenie jelit. Stosowany był przed II wojną światową tylko przy bardzo uporczywych zaparciach stolca, doustnie 0,05 g na dawkę w emulsji z olejem rycynowym, choć już wtedy niektórzy farmakolodzy uważali go za zbyt toksyczny. Stosowany był również przeciwko tasiemcowi układu pokarmowego.
Olej krotonowy stosowany donosowo w stanach zapalnych błony śluzowej nosa kojarzony jest ze zwiększonym ryzykiem zachorowań na raka części nosowej gardła.